# Черкьо
Черкьо (італ. Cerchio) — муніципалітет в Італії, у регіоні Абруццо,  провінція Л'Аквіла.
Черкьо розташоване на відстані близько 95 км на схід від Рима, 38 км на південний схід від Л'Акуїли.
Населення — 1632 особи (2014).
Щорічний фестиваль відбувається 29 червня. 

## Демографія
Населення за роками:

Станом на 1 січня 2023 року в муніципалітеті офіційно проживало 114 іноземців з 14 країн, серед них 44 громадяни країн Євросоюзу та 4 громадяни України.

## Сусідні муніципалітети
- Аєллі
- Челано
- Коллармеле
- Сан-Бенедетто-дей-Марсі